# سلنا گومز و سین
سلنا گومز و سین (انگلیسی: Selena Gomez & the Scene) نام یک گروه موسیقی پاپ راک آمریکایی بود که خوانندهٔ اصلی‌اش سلنا گومز بود.
این گروه نخستین آلبوم مشترکشان را در ۲۹ سپتامبر ۲۰۰۹ ارائه دادند و در مجموع ۳ آلبوم استودیویی، ۷ تک‌آهنگ و ۹ موزیک‌ویدئو منتشر کردند.

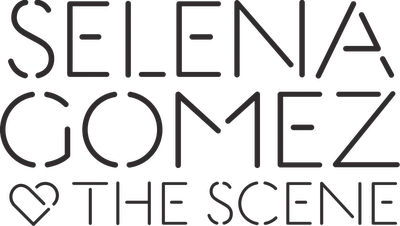
لوگوی این گروه موسیقی که در نخستین آلبوم‌شان «ببوس و بگو» بکار رفت.

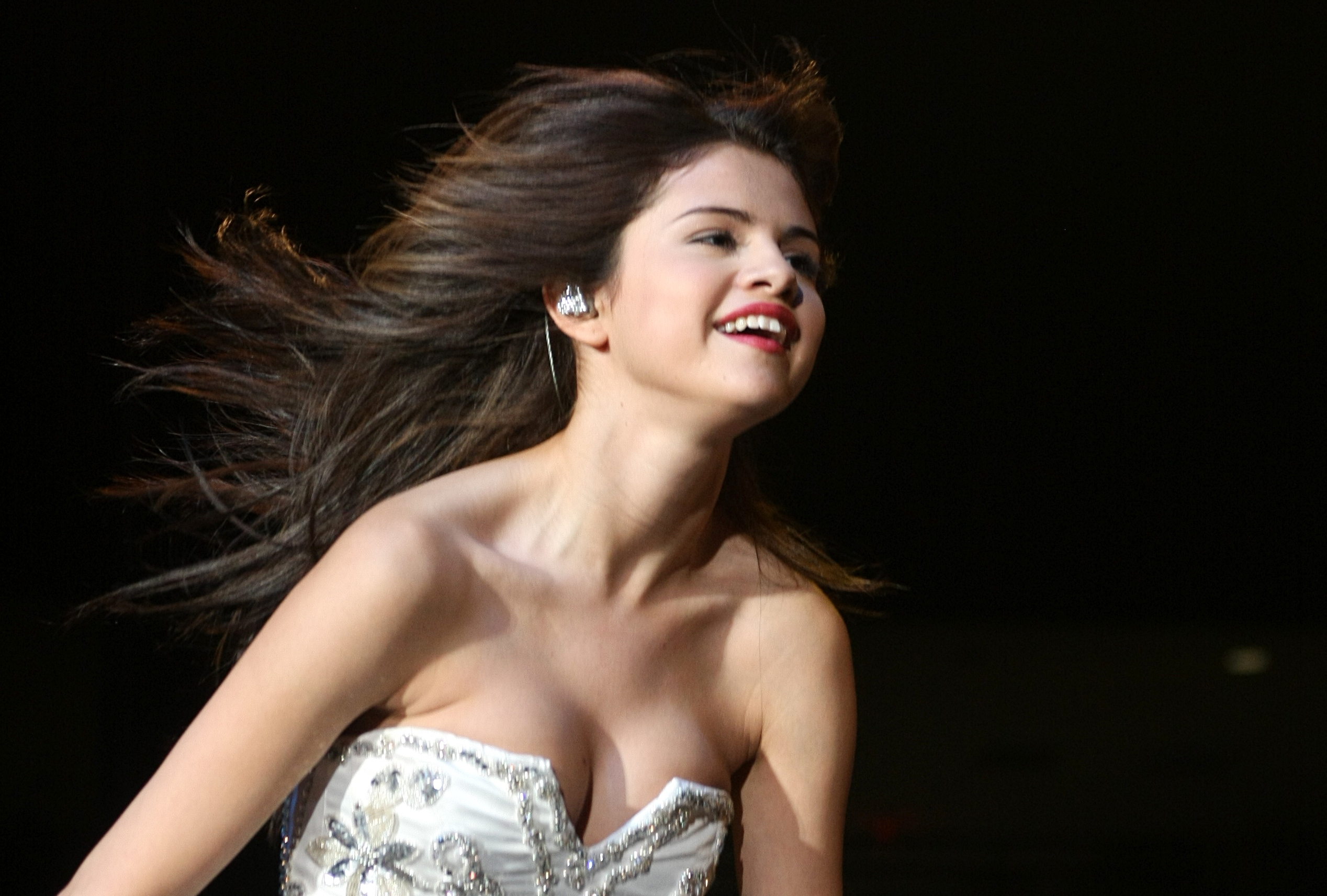
سلنا گومز در حال اجرای برنامه زنده به همراه گروهش در دسامبر ۲۰۱۰

## اعضا
اعضای نهایی
- سلنا گومز – خواننده اصلی (۲۰۱۲–۲۰۰۸)
- گرگ گارمن – درامز (۲۰۱۲–۲۰۰۸)
- جوئی کلمنت – گیتار بیس (۲۰۱۲–۲۰۰۸)
- درو توبن‌فلد – گیتار لید (۲۰۱۲–۲۰۰۸)
- دین فارست – کیبورد (۲۰۱۲–۲۰۰۸)

اعضای پیشین
- نیک فاکسر – کیبورد، خواننده پشتیبان (۲۰۰۹–۲۰۰۸)
- ایتن رابرتز – گیتار لید، خواننده پشتیبان (۲۰۱۲–۲۰۰۸)

## ترانه‌شناسی
- ببوس و بگو (۲۰۰۹)
- سالی بدون باران (۲۰۱۰)
- وقتی خورشید غروب می‌کند (۲۰۱۱)

## تورها
- سلنا گومز و سین: زنده در کنسرت (۲۰۱۰–۲۰۰۹)
- تور سالی بدون باران (۲۰۱۱–۲۰۱۰)
- تور ما شب را مال خودمان می‌کنیم (۲۰۱۲–۲۰۱۱)